# Zotye Z100
Zotye Z100 — городской автомобиль, выпускаемый китайской компанией Zotye в 2013—2019 годах. До 2017 года производился автомобиль с ДВС Z100, с 2017 года выпускался электромобиль Zotye Cloud 100.

## Описание
Zotye Z100 дебютировал в 2012 году на автосалоне в Шанхае. В сентябре 2013 года начались продажи автомобиля на китайском рынке. Автомобиль пришёл на смену предыдущей модели, Jiangnan TT, которая выпускалась на базе агрегатов Suzuki Alto с 1988 по 2013 год.

## Технические характеристики
Zotye Z100 приводился в действие 1,0-литровым, трёхцилиндровым двигателем мощностью 56 л. с. TNN3G10K. Он сочетался в паре с пятиступенчатой механической или же с четырёхступенчатой автоматической трансмиссией.
- Вид спереди
- Вид сзади
- Zotye Z100 EV
- Zotye Z100 EV

## Zotye Cloud 100
Zotye Cloud 100 являлся преемником Zotye Z100 EV. Впервые был представлен в 2017 году с фейслифтингом в 2018 году. Продажи автомобиля начались в январе 2015 года.

С 2021 года автомобиль экспортируется в Пакистан. В Россию официально не поставлялся.
- Zotye Cloud 100 EV
- Zotye Cloud 100 EV

## Продажи (Китай)
| Год  | Продано |
| ---- | ------- |
| 2019 | 107     |
| 2018 | 610     |
| 2017 | 1,045   |
| 2016 | 16,241  |
| 2015 | 15,467  |